# Stachelmakrelen
Die Stachelmakrelen (Carangidae) oder Pferdemakrelen sind eine Familie der Barschverwandten (Percomorpha). Sie leben in tropischen und subtropischen Zonen des Atlantiks und des Indopazifiks und halten sich sowohl im offenen Meer als auch in Küstennähe an steil abfallenden Riffen auf.

## Merkmale
Stachelmakrelen können von sehr variabler Gestalt sein. Ihr Körper kann spindelförmig mit rundem Querschnitt wie bei den Gattungen Decapterus und Elagatis sein oder sehr hochrückig und seitlich abgeflacht, wie bei Selene, oder eine Form zwischen diesen beiden Extremen. Meist sind sie von silbriger Farbe. Ihre Maximallänge liegt je nach Art zwischen 16 Zentimetern und 1,7 Meter. Der Kopf hat oft ein steiles Profil. Brustflossen, Schwanzflossen und der vordere Bereich der Rücken- und Afterflosse sind lang ausgezogen und nach hinten gebogen. Die durchgehende Seitenlinie wird bei manchen Arten durch stachelige Schuppen geschützt. Ansonsten haben die meisten Arten nur schwache Rundschuppen, einige wenige Kammschuppen, große Teile der Körperoberfläche können auch nackt sein. Bei größeren Jungfischen und ausgewachsenen Tieren ist die Rückenflosse geteilt, die erste wird von vier bis acht Flossenstacheln gestützt. Diese können auch sehr klein und nicht durch Flossenmembran verbunden sein. Die zweite Rückenflosse hat einen Flossenstachel und 17 bis 44 Weichstrahlen. Die Afterflosse hat normalerweise drei Flossenstachel und 15 bis 39 Weichstrahlen. Von den Flossenstacheln liegen die ersten beiden, selten nur der erste, von den anderen abgesetzt. Hinter der Rücken- und der Afterflosse können sich bis zu neun kleinen Flössel befinden wie bei Thunfischen. Der Schwanzstiel ist schlank, die Schwanzflosse gegabelt.
Bei der in allen tropischen Meeren vorkommenden, 60 Zentimeter groß werdenden Fadenmakrele (Alectis ciliaris) sind bei den Jungfischen die ersten 7 bis 8 Strahlen der Rückenflosse und die ersten 4 bis 5 Strahlen der Afterflosse fadenartig auf doppelte Körperlänge ausgezogen.

## Lebensweise
Es handelt sich z. T. um schnellschwimmende Räuber in Schulen, die konvergente Merkmale zu den Makrelen und Thunfischen entwickelten. Obwohl sie physoclist sind (keine Verbindung der Schwimmblase zum Darm haben), können sie zum schnellen Druckausgleich Gas aus der Schwimmblase in die Kiemenhöhlen abgeben. Sie sind Raubfische, die Fischlarven, kleine Freiwasserfische wie Sardinen und pelagisch lebende kleine Krebstiere erbeuten. Größere Arten, wie die Dickkopf-Stachelmakrele, machen auch Jagd auf Wasservögel.

## Systematik
Die Familie der Stachelmakrelen wurde 1815 durch den amerikanischen Universalgelehrten Constantine S. Rafinesque-Schmaltz aufgestellt. Sie wurde in vier Unterfamilien (Caranginae, Naucratinae, Scomberoidinae und Trachinotinae), bei einigen Autoren auch Tribus, und ca. 150 Arten in 30 Gattungen unterteilt. Die Stachelmakrelen bilden mit einigen anderen Familien eine monophyletische Klade, die in neueren Systematiken als Ordnung Carangiformes bezeichnet wird. Sie selber waren in der Zusammensetzung mit vier Unterfamilie aber nicht monophyletisch in Bezug auf den Cobia (Rachycentron canadum), die Goldmakrelen (Coryphaenidae) und die Schiffshalter (Echeneidae). Die Scomberoidinae und Trachinotinae sind näher mit dem Cobia, den Goldmakrelen und den Schiffshaltern verwandt als mit den übrigen Stachelmakrelen. Für die Gattungen und Arten, die diesen Unterfamilien angehören, wurde Mitte 2022 eine eigenständige Familie eingeführt, die Trachinotidae.
|  | Naucratinae |
|  |             |
|  | Caranginae  |
|  |             |

|  | Scomberoidinae |
|  |                |
|  | Trachinotinae  |
|  |                |

|  | Goldmakrelen (Coryphaenidae)                                                          |
|  |                                                                                       |
|  | \| \| Cobia (Rachycentridae) \| \| \| \| \| \| Schiffshalter (Echeneidae) \| \| \| \| |
|  |                                                                                       |
|  | Cobia (Rachycentridae)                                                                |
|  |                                                                                       |
|  | Schiffshalter (Echeneidae)                                                            |
|  |                                                                                       |

|  | Cobia (Rachycentridae)     |
|  |                            |
|  | Schiffshalter (Echeneidae) |
|  |                            |

|  | Scomberoidinae |
|  |                |
|  | Trachinotinae  |
|  |                |

|  | Goldmakrelen (Coryphaenidae)                                                          |
|  |                                                                                       |
|  | \| \| Cobia (Rachycentridae) \| \| \| \| \| \| Schiffshalter (Echeneidae) \| \| \| \| |
|  |                                                                                       |
|  | Cobia (Rachycentridae)                                                                |
|  |                                                                                       |
|  | Schiffshalter (Echeneidae)                                                            |
|  |                                                                                       |

|  | Cobia (Rachycentridae)     |
|  |                            |
|  | Schiffshalter (Echeneidae) |
|  |                            |

|  | Naucratinae |
|  |             |
|  | Caranginae  |
|  |             |

|  | Scomberoidinae |
|  |                |
|  | Trachinotinae  |
|  |                |

|  | Goldmakrelen (Coryphaenidae)                                                          |
|  |                                                                                       |
|  | \| \| Cobia (Rachycentridae) \| \| \| \| \| \| Schiffshalter (Echeneidae) \| \| \| \| |
|  |                                                                                       |
|  | Cobia (Rachycentridae)                                                                |
|  |                                                                                       |
|  | Schiffshalter (Echeneidae)                                                            |
|  |                                                                                       |

|  | Cobia (Rachycentridae)     |
|  |                            |
|  | Schiffshalter (Echeneidae) |
|  |                            |

|  | Scomberoidinae |
|  |                |
|  | Trachinotinae  |
|  |                |

|  | Goldmakrelen (Coryphaenidae)                                                          |
|  |                                                                                       |
|  | \| \| Cobia (Rachycentridae) \| \| \| \| \| \| Schiffshalter (Echeneidae) \| \| \| \| |
|  |                                                                                       |
|  | Cobia (Rachycentridae)                                                                |
|  |                                                                                       |
|  | Schiffshalter (Echeneidae)                                                            |
|  |                                                                                       |

|  | Cobia (Rachycentridae)     |
|  |                            |
|  | Schiffshalter (Echeneidae) |
|  |                            |

|  | Naucratinae |
|  |             |
|  | Caranginae  |
|  |             |

|  | Scomberoidinae |
|  |                |
|  | Trachinotinae  |
|  |                |

|  | Goldmakrelen (Coryphaenidae)                                                          |
|  |                                                                                       |
|  | \| \| Cobia (Rachycentridae) \| \| \| \| \| \| Schiffshalter (Echeneidae) \| \| \| \| |
|  |                                                                                       |
|  | Cobia (Rachycentridae)                                                                |
|  |                                                                                       |
|  | Schiffshalter (Echeneidae)                                                            |
|  |                                                                                       |

|  | Cobia (Rachycentridae)     |
|  |                            |
|  | Schiffshalter (Echeneidae) |
|  |                            |

|  | Scomberoidinae |
|  |                |
|  | Trachinotinae  |
|  |                |

|  | Goldmakrelen (Coryphaenidae)                                                          |
|  |                                                                                       |
|  | \| \| Cobia (Rachycentridae) \| \| \| \| \| \| Schiffshalter (Echeneidae) \| \| \| \| |
|  |                                                                                       |
|  | Cobia (Rachycentridae)                                                                |
|  |                                                                                       |
|  | Schiffshalter (Echeneidae)                                                            |
|  |                                                                                       |

|  | Cobia (Rachycentridae)     |
|  |                            |
|  | Schiffshalter (Echeneidae) |
|  |                            |

|  | Naucratinae |
|  |             |
|  | Caranginae  |
|  |             |

|  | Scomberoidinae |
|  |                |
|  | Trachinotinae  |
|  |                |

|  | Goldmakrelen (Coryphaenidae)                                                          |
|  |                                                                                       |
|  | \| \| Cobia (Rachycentridae) \| \| \| \| \| \| Schiffshalter (Echeneidae) \| \| \| \| |
|  |                                                                                       |
|  | Cobia (Rachycentridae)                                                                |
|  |                                                                                       |
|  | Schiffshalter (Echeneidae)                                                            |
|  |                                                                                       |

|  | Cobia (Rachycentridae)     |
|  |                            |
|  | Schiffshalter (Echeneidae) |
|  |                            |

|  | Scomberoidinae |
|  |                |
|  | Trachinotinae  |
|  |                |

|  | Goldmakrelen (Coryphaenidae)                                                          |
|  |                                                                                       |
|  | \| \| Cobia (Rachycentridae) \| \| \| \| \| \| Schiffshalter (Echeneidae) \| \| \| \| |
|  |                                                                                       |
|  | Cobia (Rachycentridae)                                                                |
|  |                                                                                       |
|  | Schiffshalter (Echeneidae)                                                            |
|  |                                                                                       |

|  | Cobia (Rachycentridae)     |
|  |                            |
|  | Schiffshalter (Echeneidae) |
|  |                            |

## Nutzung
Stachelmakrelen sind beliebte Speise- und Anglerfische und von großer wirtschaftlicher Bedeutung. Ein wichtiger Nutzfisch der nordwesteuropäischen Meere ist der Stöcker (Trachurus trachurus), auch Bastardmakrele genannt.